# Walter Pitts

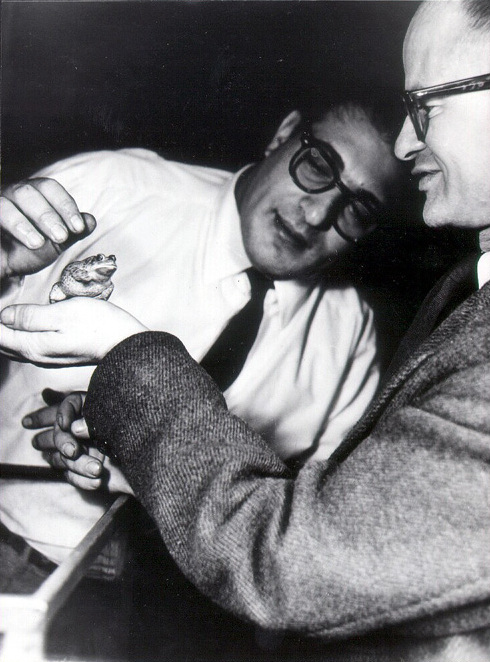
Walter Pitts (rechts) und Jerome Lettvin mit ihrem Studienobjekt, einem Frosch

Walter Pitts (* 23. April 1923 in Detroit, Michigan; † 14. Mai 1969 in Cambridge, Massachusetts) war ein amerikanischer Logiker, der auf dem Gebiet der kognitiven Psychologie arbeitete.

## Biografie
Pitts galt als exzentrisches Genie, als er an der University of Chicago als Seiteneinsteiger und nicht eingeschriebener Student, der von zu Hause mit 15 Jahren weggelaufen war, zu forschen begann. Er hatte sich als Jugendlicher zuvor Altgriechisch, Latein, Sanskrit und andere Sprachen sowie Logik und Mathematik im Selbststudium beigebracht. Mit 12 Jahren las er die Principia Mathematica von Bertrand Russell und Alfred North Whitehead in der Bibliothek und schrieb an Russell einen Brief, der diesen immerhin so beeindruckte, dass er ihn nach England einlud. Pitts besuchte die Vorlesungen von Russell 1938 in Chicago und beeindruckte auch den Professor Rudolf Carnap, nachdem er ihm eine von ihm mit Anmerkung versehene Ausgabe von dessen Logischer Aufbau der Welt übergeben hatte. Carnap suchte dann monatelang vergeblich, herauszufinden wer er war, da er sich nicht vorgestellt hatte, und vermittelte ihm einen untergeordneten Job an der Universität; Pitts strebte aber keinen Abschluss als Student an und erhielt auch nie einen Universitätsabschluss.
Er wurde Mitarbeiter von Warren McCulloch in Chicago, der ihn in sein Haus aufnahm, da er zu dem Zeitpunkt keine feste Unterkunft hatte. Daraus entstanden die klassischen Arbeiten über frühe mathematische Neuronen-Modelle (A logical calculus of ideas immanent in nervous activity, 1943) und Neuronale Netze. Die Arbeit beeinflusste damals unter anderem den Mathematiker und Computerpionier John von Neumann. McCulloch und sein Freund Jerome Lettwin (1920–2011), ebenfalls ein Mediziner, vermittelten Pitts 1943 eine Assistentenstelle bei dem Mathematiker Norbert Wiener vom MIT. Er erhielt den Posten, nachdem ihn der skeptische Wiener, der selbst früher als mathematisches Wunderkind galt, getestet hatte, indem er mit ihm an der Tafel seinen Beweis des Ergodensatzes durchging. Pitts wurde von Wiener als Doktorand angenommen und er stellte ihm sogar persönlich ein Curriculum aus verschiedenen Fächern zusammen von Mathematik bis Schaltkreistheorie und Elektronik. 1944 wurde Pitts außerdem von der Kellex Corporation angestellt, einer Firma der Petrochemie, die sich auch mit Fragen der Aufbereitung radioaktiven Materials befasste.
1952 war er mit McCulloch, Lettvin und Patrick David Wall Teil der Gruppe, die vom MIT-Professor Jerome Wiesner auf Rat von Wiener im Forschungslabor für Elektronik angestellt wurden, um die Funktionsweise des Nervensystems zu studieren. Innerhalb dieser Gruppe, die Pionierarbeit in den Kognitionswissenschaften leistete, war er einer der führenden Köpfe mit McCulloch, auch wenn er sich nicht gern in Publikationen erwähnt sah und akademische Grade und offizielle Positionen an der Universität ausschlug. Auch seine Arbeitsweise war ungewöhnlich – man sah ihn häufig lesend in einer Bar sitzend. Er blieb bis zu seinem Tod am MIT, war aber zunehmend isoliert, nachdem Wiener aus privaten Gründen (seine Frau mochte McCulloch nicht) mit McCulloch und allen mit diesem verbundenen Personen gebrochen hatte, darunter auch Pitts.
Pitts starb 1969 an blutenden Ösophagusvarizen, einer häufigen Begleiterkrankung von Leberzirrhose.
Ein wichtiges mathematisches Neuronenmodell wird heute nach ihm McCulloch-Pitts-Zelle genannt. Die theoretischen Grundlagen, die er zusammen mit McCulloch formulierte, waren bedeutend für die Entwicklung der Neuroinformatik und der Kognitionswissenschaften. Er arbeitete an einem umfangreichen Manuskript über dreidimensionale neuronale Netze und zuletzt mit Robert Gesteland über den Geruchssinn.

## Sonstiges
Zur selben Zeit wie seine klassischen Aufsätze über Neuronenmodelle schrieb er auch mit Lettwin einen Hoax-Artikel.

## Werke
- Some Observations on the Simple Neuron Circuit, In: Bulletin of Mathematical Biology, Band 4 1942, S. 121–129.
- The Linear theory of Neuron Networks: The Static Problem, In: Bulletin of Mathematical Biology, Band 4, 1942, S. 169–175.
- The Linear theory of Neuron Networks: The Dynamic problem, In: Bulletin of Mathematical Biology, Band 5, 1943, S. 23–31.
- mit H. D. Landahl, Warren McCulloch: A Statistical Consequence of the Logical Calculus of Nervous Nets, In: Bulletin of Mathematical Biology, Band 4, 1943, S. 135–137.
- A General Theory of Learning and Conditioning, Teil 1,2, Psychometrika, Band 8, 1943, S. 1–18, 131–140
- mit Warren McCulloch: A Logical Calculus of Ideas Immanent in Nervous Activity, In: Bulletin of Mathematical Biophysics, Band 5, 1943, S. 115–133.
- mit Warren McCulloch: On how we know universals: The perception of auditory and visual forms, In: Bulletin of Mathematical Biophysics, Band 9, 1947, S. 127–147.
- mit R. Howland, Jerome Lettvin, Warren McCulloch, P. D. Wall: Reflex inhibition by dorsal root interaction, In: Journal of Neurophysiology 18, 1955, 1–17.
- mit P. D. Wall, Warren McCulloch, Jerome Lettvin: Effects of strychnine with special reference to spinal afferent fibres, Epilepsia Series 3, Band 4, 1955, S. 29–40.
- mit Jerome Lettvin, Humberto Maturana, Warren McCulloch: What the Frog's Eye Tells the Frog's Brain, In: Proceedings of the Institute of Radic Engineers, Band 47, 1959, S. 1940–1959
- mit Humberto Maturana, Jerome Lettvin, Warren McCulloch: Anatomy and physiology of vision in the frog, In: Journal of General Physiology, Band 43, 1960, S. 129–175
- mit Robert Gesteland, Jerome Lettvin: Chemical Transmission in the Nose of the Frog, In: J Physiol., Band 181, 1965, S. 525–529.